# Psyence Fiction
Psyence Fiction – debiutancki album grupy Unkle, powstały w roku 1998, wydany nakładem wytwórni Mo' Wax. 

## Lista utworów
1. "Guns Blazing (Drums of Death, Pt. 1)" (feat. Kool G Rap) – 5:01
2. "Unkle (Main Title Theme)" – 3:24
3. "Bloodstain" (feat. Alice Temple) – 5:57
4. "Unreal" – 5:10
5. "Lonely Soul" (feat. Richard Ashcroft) – 8:56
6. "Getting Ahead in the Lucrative Field of Artist Management" – 0:54
7. "Nursery Rhyme / Breather" (feat. Badly Drawn Boy) – 4:45
8. "Celestial Annihilation" – 4:45
9. "The Knock (Drums of Death, Pt. 2)" (feat. Jason Newsted & Mike D) – 3:57
10. "Chaos" (gościnnie Mark Hollis na fortepianie oraz Atlantique Khan - śpiew) – 4:42
11. "Rabbit in Your Headlights" (feat. Thom Yorke) – 6:10
12. "Outro (Mandatory)" – 1:06